# Eurocopa 1992
La Eurocopa 1992 (oficialmente Campeonato Europeo de Fútbol de la UEFA 1992 o UEFA Euro 1992) fue la novena edición del campeonato europeo de fútbol organizado por la UEFA. Se celebró en Suecia desde el 10 hasta el 26 de junio de 1992.
El campeonato contó con la participación de 8 selecciones nacionales adscritas a la UEFA. Suecia entraba automáticamente como país organizador, mientras que las siete restantes obtuvieron la plaza a través de la correspondiente fase clasificatoria.
La configuración del torneo se vio marcada por la inestable situación política de Europa en los años 1990, que afectó a dos de las clasificadas en primera instancia. Por un lado, la selección de Yugoslavia no pudo jugar por las sanciones internacionales de la guerra de los Balcanes. Y por otro lado, la selección de la Unión Soviética (que había desaparecido en 1991) sí pudo participar bajo el nombre de la Comunidad de Estados Independientes. Además, era la primera Eurocopa que contó con un equipo de Alemania unificada.
La selección de Dinamarca se proclamó vencedora de la Eurocopa por primera vez en su historia, tras derrotar a Alemania en la final por 2:0. Este triunfo ha sido considerado muy sorprendente por las circunstancias en las que se produjo, pues los daneses no se habían clasificado pero aprovecharon la expulsión de Yugoslavia para jugar el torneo como segundos de grupo. Lejos de cumplir un papel testimonial, el equipo de Richard Møller Nielsen logró eliminar a los Países Bajos —defensores del título— y a la vigente campeona mundial para levantar el trofeo.

## Elección de sede
La elección tuvo lugar el 16 de diciembre de 1988, en un congreso del Comité Ejecutivo de la UEFA celebrado en Zúrich (Suiza), con dos candidaturas en liza: Suecia y España. La Asociación Sueca de Fútbol —presidida en aquella época por Lennart Johansson— defendió un proyecto que podía beneficiar al conjunto de los países escandinavos y que contaba con el aval del éxito organizativo de la Copa Mundial de 1958. Además, la UEFA valoró positivamente que esta propuesta redujera el número de sedes. En el caso de España, jugaba en contra el hecho de que ya iba a organizar dos grandes eventos en 1992: los Juegos Olímpicos de Barcelona y la Exposición Universal de Sevilla. Por todas estas razones, el Comité Ejecutivo eligió a Suecia por unanimidad.

## Organización
La organización del torneo corrió a cargo de forma conjunta entre la Asociación Sueca de Fútbol y la UEFA. Después de que Lennart Johansson asumiese la presidencia del organismo europeo en 1990, la federación nacional quedó en manos de Lars-Åke Lagrell.
Por primera vez en la historia del torneo, los jugadores podían llevar números en el frontal y el nombre en la parte superior del dorsal de la camiseta.

### Sedes
La Eurocopa 1992 contó con cuatro sedes en Gotemburgo, Estocolmo (municipio de Solna), Malmö y Norrköping. 
Todos los estadios del torneo habían sido utilizados en la Copa Mundial de 1958, y solo hubo que adaptarlos a los estándares de la UEFA en aquella época. El estadio Ullevi de Gotemburgo, el más grande del país, había albergado la final de la Recopa de Europa 1989-90, mientras que el estadio Råsunda había sido reformado en 1985. En la pasada edición de 1988 habían llegado a utilizarse diez campos distintos, por lo que la UEFA vio con buenos ojos la reducción de sedes.
| Gotemburgo Estocolmo Malmö Norrköping |                   |                   |
| Gotemburgo Estocolmo Malmö Norrköping | Gotemburgo        | Estocolmo         |
| ------------------------------------- | ----------------- | ----------------- |
| Gotemburgo Estocolmo Malmö Norrköping | Estadio Ullevi    | Estadio Råsunda   |
| Gotemburgo Estocolmo Malmö Norrköping | Capacidad: 44 000 | Capacidad: 40 000 |
| Gotemburgo Estocolmo Malmö Norrköping |                   |                   |
| Gotemburgo Estocolmo Malmö Norrköping | Malmö             | Norrköping        |
| Gotemburgo Estocolmo Malmö Norrköping | Estadio de Malmö  | Idrottsparken     |
| Gotemburgo Estocolmo Malmö Norrköping | Capacidad: 30 000 | Capacidad: 23 000 |
| Gotemburgo Estocolmo Malmö Norrköping |                   |                   |

### Formato de competición
La Eurocopa 1992 se desarrolla en dos fases: una fase de grupos y una fase de eliminación directa por el título.
En la fase de grupos, las 8 selecciones participantes son divididas en dos grupos con cuatro equipos cada uno. Siguiendo un sistema de todos contra todos, cada equipo juega una vez contra los tres rivales de su grupo. A su conclusión, el campeón y el subcampeón de grupo se clasifican para la siguiente fase, mientras que el tercero y el cuarto caen eliminados. Se sigue un sistema de puntuación con arreglo a la normativa FIFA: dos puntos por victoria, uno por empate y cero en la derrota. Además, en la última jornada hay horario unificado para que los equipos no puedan verse condicionados por el resultado de sus rivales directos.
En caso de empate a puntos, el orden de la clasificación se determina bajo los siguientes criterios:
1. El mayor número de puntos obtenidos en todos los partidos del grupo;
2. La mayor diferencia de goles en todos los partidos del grupo;
3. El mayor número de goles a favor en todos los partidos del grupo;
4. Sorteo puro.

La fase final de eliminación directa se desarrolla a un solo partido con semifinales y final. El emparejamiento se hacía con arreglo a la fase de grupos, de modo que los campeones de grupo no podían enfrentarse entre sí en semifinales. Si al término del tiempo reglamentario hay un empate, era necesario disputar una prórroga (dos partes de quince minutos) y, en caso de que persistiera, una tanda de penaltis.

### Árbitros
Cada uno de los quince partidos de la Eurocopa 1992 contó con un árbitro distinto. La UEFA llamó a quince colegiados de trece federaciones pertenecientes al organismo. Cada uno contaba con dos asistentes de la misma nacionalidad para asegurar su entendimiento durante el juego. El árbitro que dirigió la final fue el suizo Bruno Galler.
| País         | Árbitro                          | Asistentes               | Asistentes              |
| ------------ | -------------------------------- | ------------------------ | ----------------------- |
| Alemania     | Aron Schmidhuber                 | Joachim Ren              | Uwe Ennuschat           |
| Austria      | Hubert Forstinger                | Johann Möstl             | Alois Pemmer            |
| Bélgica      | Guy Goethals                     | Pierre Mannaerts         | Robert Surkijn          |
| CEI          | Alexey Spirin                    | Victor Filipov           | Andrei Butenko          |
| Dinamarca    | Peter Mikkelsen                  | Arne Paltoft             | Jørgen Ohmeyer          |
| España       | Emilio Soriano Aladrén           | Francisco García Pacheco | José Luis Iglesia Casas |
| Francia      | Gérard Biguet                    | Marc Huguenin            | Alain Gourdet           |
| Hungría      | Sándor Puhl                      | László Varga             | Sándor Szilágyi         |
| Italia       | Pierluigi Pairetto Tullio Lanese | Domenico Ramicone        | Maurizio Padovan        |
| Países Bajos | John Blankenstein                | Jan Dolstra              | Robert Overkleeft       |
| Portugal     | José Rosa dos Santos             | Valdemar Aguiar Pinto    | Antonio Guedes Gomes    |
| Suecia       | Bo Karlsson                      | Lennart Sundqvist        | Bo Persson              |
| Suiza        | Kurt Röthlisberger Bruno Galler  | Zivanko Popović          | Paul Wyttenbach         |

## Equipos participantes
En cursiva los países debutantes en la competición:
| Equipos participantes | Equipos participantes | Equipos participantes | Equipos participantes |
| --------------------- | --------------------- | --------------------- | --------------------- |
| Alemania              | Dinamarca             | Francia               | Países Bajos          |
| C.E.I.                | Escocia               | Inglaterra            | Suecia                |

### Clasificatorias
La clasificación para la Eurocopa comenzó el 30 de mayo de 1990 y terminó el 22 de diciembre de 1991. En ella participaron 33 asociaciones nacionales afiliadas a la UEFA, con el debut de Islas Feroe y San Marino. La selección de Alemania Oriental renunció a participar porque ya se había aprobado la reunificación, así que Alemania pudo competir por fin como un solo país.
Las selecciones nacionales fueron distribuidas por sorteo en siete grupos: cinco de ellos con cinco participantes, y los dos restantes con cuatro. Los bombos del sorteo estaban ordenados por un promedio obtenido con la puntuación de los dos últimos años. Suecia se clasificó automáticamente por ser el país anfitrión, algo que también significaba su debut en la Eurocopa, de modo que quedaban siete plazas disponibles, una para cada campeón de grupo.
La fase estuvo marcada por la situación política generada tras la caída de la Cortina de Hierro y la democratización del Bloque del Este. En 1991 se produjo el estallido de la guerra de Yugoslavia y la disolución de la Unión Soviética, hechos que terminaron afectando a la configuración final de la Eurocopa. Al clasificarse solo un país por grupo hubo sorpresas como las eliminaciones de Italia, España y Dinamarca. La selección de Escocia certificó su debut en una Eurocopa gracias al empate de Rumanía en la última jornada. Además, Francia regresaba al torneo tras haberse perdido la edición de 1988.

### Situación política

#### Yugoslavia
Las semanas previas al torneo estuvieron marcadas por las sanciones internacionales de la ONU contra Yugoslavia, implicada en la guerra de los Balcanes que había estallado en 1991 y que dio origen a la disolución del estado. La UEFA pretendía que Yugoslavia pudiese competir, pero ante una posible sanción internacional había designado como sustituto a Dinamarca en diciembre de 1991. Por otro lado, la situación en el propio equipo era tensa y un mes antes de la inauguración se produjo la renuncia del seleccionador Ivica Osim, así como de todos los futbolistas que no procedían de Serbia. Finalmente, en virtud de la Resolución 757 del Consejo de Seguridad de la ONU aprobada el 30 de mayo de 1992, Yugoslavia quedaba vetada de todas las competiciones deportivas y la UEFA tuvo que excluirles de la Eurocopa a diez días de la inauguración.
Dinamarca fue designada sustituta de Yugoslavia porque había quedado segunda en el mismo grupo de la fase de clasificación. Conscientes de que la eliminación balcánica era una posibilidad, la Unión Danesa de Fútbol avisó con tiempo a los jugadores preseleccionados e hizo una convocatoria días antes de la sentencia. El equipo se preparó con un amistoso ante la Comunidad de Estados Independientes.

#### Unión Soviética

Bandera aprobada por la UEFA para la selección de la CEI

La fase de clasificación para la Eurocopa había concluido el 22 de diciembre de 1991 con el pase de la Unión Soviética, que en aquel momento se encontraba en pleno proceso de disolución. Tres días después se produjo la desaparición del país y de todos sus organismos estatales, entre ellos la Federación de Fútbol de la Unión Soviética (FFUS). Ante la incertidumbre generada, la UEFA planteó dejar fuera a la URSS y otorgarle la plaza a Italia, que había quedado segunda de grupo.
El expresidente de la FFUS, Viacheslav Koloskov, logró el 11 de enero de 1992 que la FIFA reconociera a un equipo de transición, la selección de fútbol de la Comunidad de Estados Independientes, que dejaría de existir cuando la FIFA admitiese ese mismo año a las federaciones de todos los estados postsoviéticos. Bajo esta fórmula, la antigua URSS pudo participar con un plantel compuesto por jugadores de la Comunidad de Estados Independientes y evitar así su exclusión. Tal y como se había previsto, el equipo de la CEI quedó disuelto al término del torneo y los resultados de la URSS fueron asumidos por la Unión del Fútbol de Rusia, que disputó su primer partido el 16 de agosto de 1992. Esta fórmula se siguió también en los Juegos Olímpicos de Invierno y Verano de 1992 bajo el nombre de «Equipo Unificado».

## Desarrollo

### Fase de grupos
La inauguración de la Eurocopa tuvo lugar el 10 de junio de 1992 en el estadio Råsunda, con una ceremonia centrada en folclore sueco y actuaciones musicales. A las 20:15 horas se puso en marcha el encuentro entre Suecia y Francia, donde los anfitriones pusieron en aprietos a una de las grandes favoritas. Jan Eriksson abrió el marcador a los veinticuatro minutos, pero Jean-Pierre Papin igualó el marcador en la segunda parte para el 1:1 final.
En el primer grupo, Suecia y Dinamarca obtuvieron la clasificación contra todo pronóstico. Los suecos, debutantes en el torneo, aprovecharon las buenas actuaciones de Anders Limpar y Tomas Brolin para hacerse con el primer puesto, gracias a un empate contra Francia y dos victorias en los encuentros restantes. La segunda plaza fue para Dinamarca; el conjunto de Møller Nielsen planteó un sistema de cinco defensas que puso en apuros a las favoritas, y venció a Francia por 1:2 en la última jornada con un gol de Lars Elstrup a doce minutos del final. Los franceses e ingleses se marcharon a casa sin ganar un solo partido. Este fue el último gran torneo de Gary Lineker, quien había anunciado su retirada internacional con anterioridad.
En el segundo grupo, Países Bajos cumplió los pronósticos y se hizo con el primer puesto. Al conjunto de Van Basten, Rijkaard y Gullit se sumó el talento emergente de Dennis Bergkamp, quien se convirtió en máximo goleador de su selección. La segunda plaza fue para Alemania con tres puntos; aunque el plantel de Berti Vogts perdió en la última jornada contra los neerlandeses (3:1), se benefició de que Escocia obtuviese su único triunfo ante la Comunidad de Estados Independientes (3:0).

### Semifinales

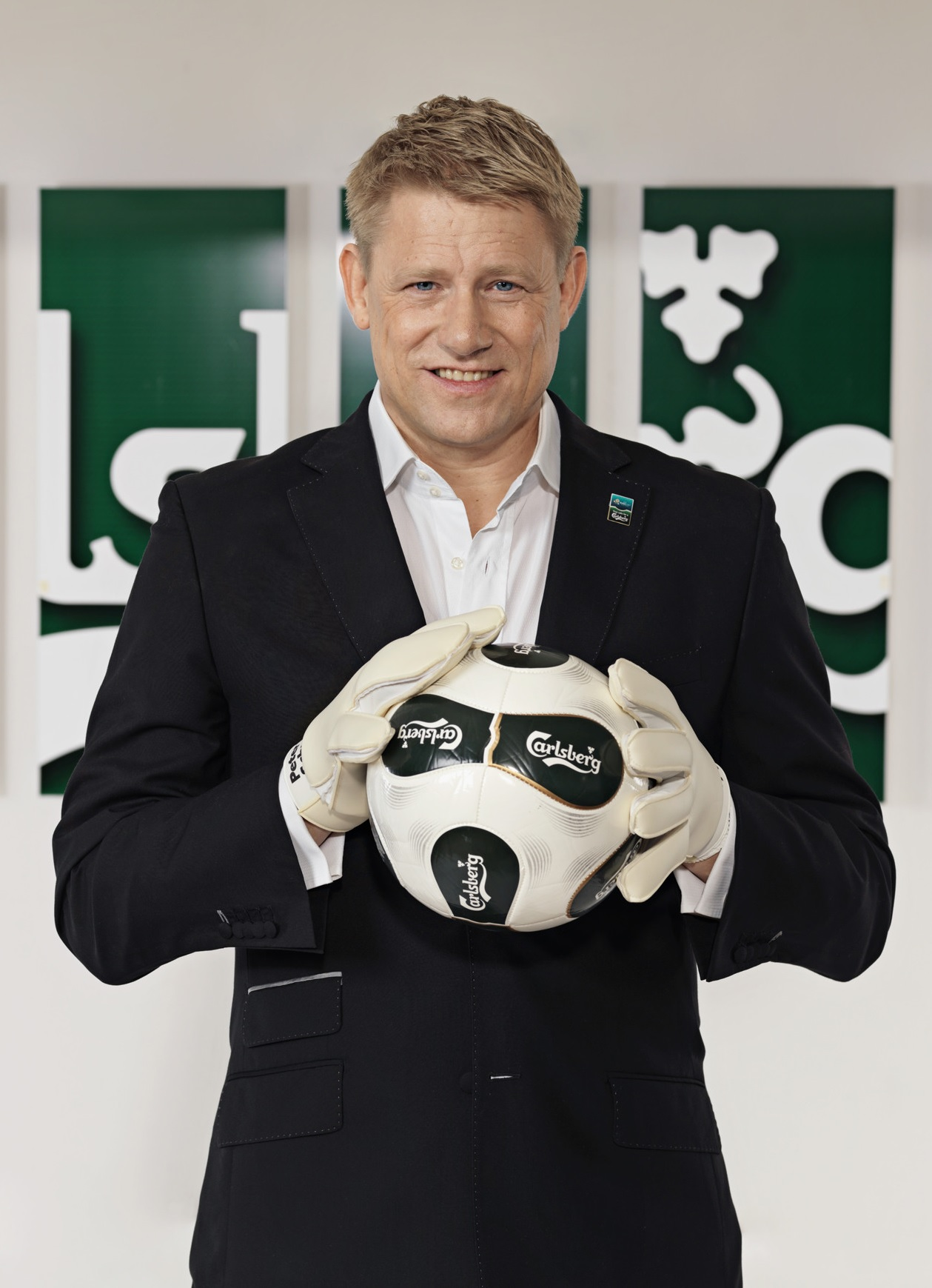
El danés Peter Schmeichel fue protagonista en la tanda de penaltis contra Países Bajos.

Las semifinales se disputaron el 21 y el 22 de junio. En primer lugar, el estadio Råsunda acogió el partido entre Suecia y Alemania. El seleccionador Tommy Svensson llevó a cabo un planteamiento táctico más conservador de lo habitual, preocupado por detener el potencial de su rival, pero los alemanes dominaron el encuentro con claridad: se adelantaron con un gol de Thomas Hässler, y después aprovecharon la pegada de Karl-Heinz Riedle para firmar el 2:3 definitivo.
El otro encuentro enfrentó a Países Bajos contra Dinamarca en el estadio Ullevi. Aunque los neerlandeses partían como favoritos, Dinamarca consiguió dominarles gracias a dos goles de Henrik Larsen y la creatividad de Brian Laudrup. A cinco minutos del final, Frank Rijkaard igualó la contienda (2:2) y se forzó una prórroga que no resolvió el empate, por lo que fue necesario llegar a la tanda de penaltis. El guardameta Peter Schmeichel logró detener el lanzamiento de Van Basten, convirtiéndose en el jugador más aclamado por la prensa internacional, y Dinamarca no falló ningún lanzamiento para certificar el pase a la final.

### Final
La final entre Dinamarca y Alemania tuvo lugar el 26 de junio de 1992 a las 20:00 horas (UTC+1) ante 37 800 espectadores que llenaron el estadio Ullevi de Gotemburgo. En el palco se encontraba Pelé, la estrella brasileña en la Copa Mundial de 1958, que fue recibido con una gran ovación. El conjunto alemán —vigente campeón mundial— disputaba su primera final europea como selección unificada, mientras que el equipo danés había llegado allí contra todo pronóstico gracias a su planteamiento defensivo.
Tal y como había sucedido en semifinales, Dinamarca llevó la iniciativa desde la primera parte y se adelantó a los diecinueve minutos: Flemming Povlsen recuperó el balón en campo rival y sirvió un pase atrás hacia John Jensen, quien llegaba libre de marca desde segunda línea para perforar la portería de Illgner. En la segunda parte, el seleccionador alemán cambió a Sammer por Thomas Doll para intentar darle la vuelta al marcador, pero Peter Schmeichel volvió a salvar a los suyos bajo los tres palos y Dinamarca hizo daño al contragolpe. A doce minutos del final, Kim Vilfort recogió un rechace de la zaga alemana para marcar el 2:0 definitivo, en una jugada que podía haber sido anulada por mano en el control previo. Vilfort jugó aquella final en circunstancias personales muy difíciles, pues llegó a ausentarse de la concentración para cuidar a su hija enferma de leucemia, pero volvió a tiempo para las eliminatorias y se convirtió en el héroe de la afición danesa.
El triunfo de Dinamarca supuso la primera Eurocopa de su historia. Como vigente campeón europeo, tuvo derecho a disputar la Copa Artemio Franchi 1993 y la Copa Rey Fahd 1995.

## Resultados
- Las horas indicadas en los partidos corresponden al huso horario local de Suecia: Horario de verano de Europa occidental – CEST: (UTC+2).

### Fase de grupos

#### Grupo A
| Selección  | Pts | PJ | PG | PE | PP | GF | GC | Dif |
| ---------- | --- | -- | -- | -- | -- | -- | -- | --- |
| Suecia     | 5   | 3  | 2  | 1  | 0  | 4  | 2  | 2   |
| Dinamarca  | 3   | 3  | 1  | 1  | 1  | 2  | 2  | 0   |
| Francia    | 2   | 3  | 0  | 2  | 1  | 2  | 3  | −1  |
| Inglaterra | 2   | 3  | 0  | 2  | 1  | 1  | 2  | −1  |

| 10 de junio de 1992, 20:15       | Suecia       | 1:1 (1:0) | Francia   | Estadio Råsunda, Estocolmo                                |                                                           |
|                                  | Eriksson 24' |           | Papin 58' | Asistencia: 29 860 espectadores Árbitro(s): Alexei Spirin | Asistencia: 29 860 espectadores Árbitro(s): Alexei Spirin |
| Debut de Suecia en una Eurocopa. |              |           |           |                                                           |                                                           |

| 11 de junio de 1992, 20:15 | Dinamarca | 0:0 | Inglaterra | Estadio de Malmö, Malmö                                       |  |
|                            |           |     |            | Asistencia: 26 385 espectadores Árbitro(s): John Blankenstein |  |

| 14 de junio de 1992, 17:15 | Francia | 0:0 | Inglaterra | Estadio de Malmö, Malmö                                 |  |
|                            |         |     |            | Asistencia: 26 535 espectadores Árbitro(s): Sándor Puhl |  |

| 14 de junio de 1992, 20:15 | Suecia     | 1:0 (0:0) | Dinamarca | Estadio Råsunda, Estocolmo                                   |                                                              |
|                            | Brolin 58' |           |           | Asistencia: 29 902 espectadores Árbitro(s): Aron Schmidhuber | Asistencia: 29 902 espectadores Árbitro(s): Aron Schmidhuber |

| 17 de junio de 1992, 20:15 | Suecia                    | 2:1 (0:1) | Inglaterra | Estadio Råsunda, Estocolmo                                       |                                                                  |
|                            | Eriksson 51' · Brolin 82' |           | Platt 4'   | Asistencia: 30 126 espectadores Árbitro(s): José Rosa dos Santos | Asistencia: 30 126 espectadores Árbitro(s): José Rosa dos Santos |

| 17 de junio de 1992, 20:15 | Francia   | 1:2 (0:1) | Dinamarca               | Estadio de Malmö, Malmö                                       |                                                               |
|                            | Papin 60' |           | Larsen 8' · Elstrup 78' | Asistencia: 25 673 espectadores Árbitro(s): Hubert Forstinger | Asistencia: 25 673 espectadores Árbitro(s): Hubert Forstinger |

#### Grupo B
| Selección    | Pts | PJ | PG | PE | PP | GF | GC | Dif |
| ------------ | --- | -- | -- | -- | -- | -- | -- | --- |
| Países Bajos | 5   | 3  | 2  | 1  | 0  | 4  | 1  | 3   |
| Alemania     | 3   | 3  | 1  | 1  | 1  | 4  | 4  | 0   |
| Escocia      | 2   | 3  | 1  | 0  | 2  | 3  | 3  | 0   |
| CEI          | 2   | 3  | 0  | 2  | 1  | 1  | 4  | −3  |

| 12 de junio de 1992, 17:15        | Países Bajos | 1:0 (0:0) | Escocia | Estadio Ullevi, Gotemburgo                              |                                                         |
|                                   | Bergkamp 75' |           |         | Asistencia: 35 720 espectadores Árbitro(s): Bo Karlsson | Asistencia: 35 720 espectadores Árbitro(s): Bo Karlsson |
| Debut de Escocia en una Eurocopa. |              |           |         |                                                         |                                                         |

| 12 de junio de 1992, 20:15                                         | CEI                    | 1:1 (0:0) | Alemania   | Idrottsparken, Norrköping                                 |                                                           |
|                                                                    | Dobrovolski 64' (pen.) |           | Häßler 90' | Asistencia: 17 410 espectadores Árbitro(s): Gérard Biguet | Asistencia: 17 410 espectadores Árbitro(s): Gérard Biguet |
| Primer partido de Alemania en una Eurocopa desde su reunificación. |                        |           |            |                                                           |                                                           |

| 15 de junio de 1992, 17:15 | Escocia | 0:2 (0:1) | Alemania                   | Idrottsparken, Norrköping                                |                                                          |
|                            |         |           | Riedle 29' · Effenberg 47' | Asistencia: 17 638 espectadores Árbitro(s): Guy Goethals | Asistencia: 17 638 espectadores Árbitro(s): Guy Goethals |

| 15 de junio de 1992, 20:15 | Países Bajos | 0:0 | CEI | Estadio Ullevi, Gotemburgo                                  |  |
|                            |              |     |     | Asistencia: 34 400 espectadores Árbitro(s): Peter Mikkelsen |  |

| 18 de junio de 1992, 20:15 | Países Bajos                              | 3:1 (2:0) | Alemania      | Estadio Ullevi, Gotemburgo                                     |                                                                |
|                            | Rijkaard 4' · Witschge 15' · Bergkamp 72' |           | Klinsmann 53' | Asistencia: 37 725 espectadores Árbitro(s): Pierluigi Pairetto | Asistencia: 37 725 espectadores Árbitro(s): Pierluigi Pairetto |

| 18 de junio de 1992, 20:15                                                                                 | Escocia                                         | 3:0 (2:0) | CEI | Idrottsparken, Norrköping                                      |                                                                |
| | McStay 7' · McClair 16' · McAllister 84' (pen.) |           |     | Asistencia: 14 660 espectadores Árbitro(s): Kurt Röthlisberger | Asistencia: 14 660 espectadores Árbitro(s): Kurt Röthlisberger |
| Paul McStay marcó el primer gol de Escocia en una Eurocopa. Primera victoria de Escocia en la competición. |                                                 |           |     |                                                                |                                                                |

### Fase de eliminación
|  | Semifinales              | Semifinales |                          |   | Final | Final |
|  |                          |             |                          |   |       |       |
|  | 22 de junio – Gotemburgo |             |                          |   |       |       |
|  |                          |             |                          |   |       |       |
|  | Países Bajos             | 2 (4)       |                          |   |       |       |
|  | Países Bajos             | 2 (4)       | 26 de junio – Gotemburgo |   |       |       |
|  | Dinamarca (p.)           | 2 (5)       |                          |   |       |       |
|  | Dinamarca (p.)           | 2 (5)       | Dinamarca                | 2 |       |       |
|  | 21 de junio – Solna      |             | Dinamarca                | 2 |       |       |
|  |                          | Alemania    | 0                        |   |       |       |
|  | Suecia                   | Alemania    | 0                        | 2 |       |       |
|  | Suecia                   |             |                          | 2 |       |       |
|  | Alemania                 | 3           |                          |   |       |       |
|  | Alemania                 | 3           |                          |   |       |       |

#### Semifinales
| 21 de junio de 1992, 20:15 | Suecia                               | 2:3 (0:1) | Alemania                     | Estadio Råsunda, Solna                                    |                                                           |
|                            | Brolin 64' (pen.) · K. Andersson 89' |           | Häßler 11' · Riedle 59', 88' | Asistencia: 28 827 espectadores Árbitro(s): Tullio Lanese | Asistencia: 28 827 espectadores Árbitro(s): Tullio Lanese |

| 22 de junio de 1992, 20:15 | Países Bajos                                         | 2:2 (2:2, 1:2) (t. s.)(0:0 t. s.)(4:5 p.) | Dinamarca                                         | Estadio Ullevi, Gotemburgo                                         |                                                                    |
|                            | Bergkamp 23' · Rijkaard 88'                          |                                           | Larsen 5', 33'                                    | Asistencia: 37 450 espectadores Árbitro(s): Emilio Soriano Aladrén | Asistencia: 37 450 espectadores Árbitro(s): Emilio Soriano Aladrén |
|                            |                                                      | Tiros desde el punto penal                |                                                   |                                                                    |                                                                    |
|                            | Koeman · Van Basten · Bergkamp · Rijkaard · Witschge |                                           | Larsen · Povlsen · Elstrup · Vilfort · Christofte |                                                                    |                                                                    |

#### Final
| 26 de junio de 1992, 20:15 | Dinamarca                | 2:0 (1:0) | Alemania | Estadio Ullevi, Gotemburgo                               |                                                          |
|                            | Jensen 18' · Vilfort 78' |           |          | Asistencia: 37 800 espectadores Árbitro(s): Bruno Galler | Asistencia: 37 800 espectadores Árbitro(s): Bruno Galler |

|                      |
| Bandera de Dinamarca |
| Campeón Dinamarca    |
| 1.er título          |

## Estadísticas

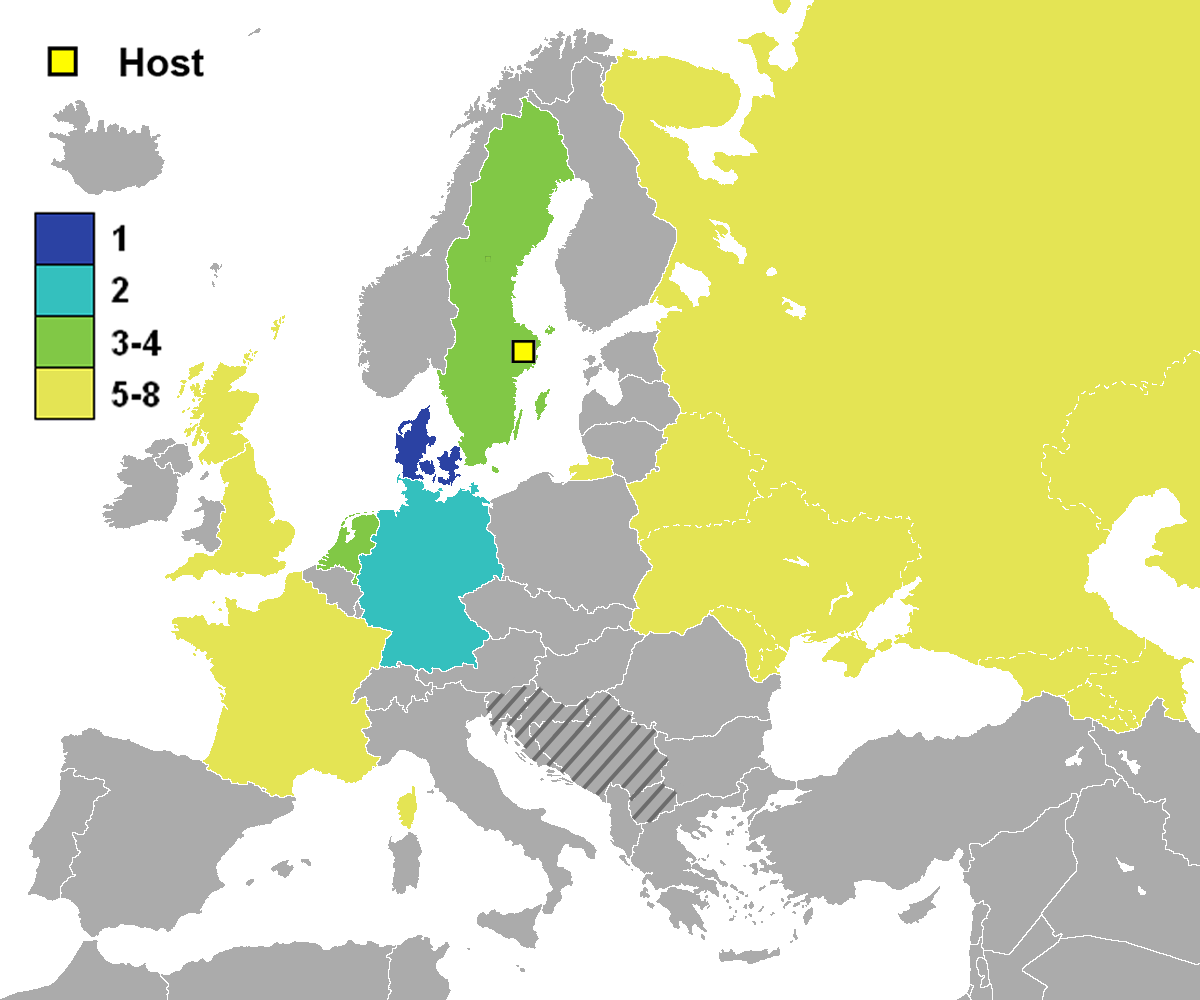
Mapa según los resultados de la Eurocopa 1992.

### Clasificación general
Nota: Las tablas de rendimiento no reflejan la clasificación final de los equipos, sino que muestran el rendimiento de los mismos atendiendo a la ronda final alcanzada.
| Pos. | Selección    | Pts | PJ | PG | PE | PP | GF | GC | Dif. | Rend.  |
| ---- | ------------ | --- | -- | -- | -- | -- | -- | -- | ---- | ------ |
| 1    | Dinamarca    | 6   | 5  | 2  | 2  | 1  | 6  | 4  | 2    | 80%    |
| 2    | Alemania     | 5   | 5  | 2  | 1  | 2  | 7  | 8  | −1   | 60%    |
| 3    | Países Bajos | 6   | 4  | 2  | 2  | 0  | 6  | 3  | 3    | 50%    |
| 4    | Suecia       | 5   | 4  | 2  | 1  | 1  | 6  | 5  | 1    | 75%    |
| 5    | Escocia      | 2   | 3  | 1  | 0  | 2  | 3  | 3  | 0    | 62.50% |
| 6    | Francia      | 2   | 3  | 0  | 2  | 1  | 2  | 3  | −1   | 33.33% |
| 7    | Inglaterra   | 2   | 3  | 0  | 2  | 1  | 1  | 2  | −1   | 33.33% |
| 8    | CEI          | 2   | 3  | 0  | 2  | 1  | 1  | 4  | −3   | 33.33% |

## Reconocimientos

### Goleadores
En total se marcaron 32 goles en los 15 partidos disputados, con una media de 2.13 goles por partido.
3 goles
- Henrik Larsen
- Karl-Heinz Riedle
- Dennis Bergkamp
- Tomas Brolin

2 goles
- Jean-Pierre Papin
- Thomas Häßler
- Frank Rijkaard
- Jan Eriksson

1 gol
- Igor Dobrovolski
- Lars Elstrup
- John Jensen
- Kim Vilfort
- David Platt
- Stefan Effenberg
- Jürgen Klinsmann
- Rob Witschge
- Gary McAllister
- Brian McClair
- Paul McStay
- Kennet Andersson

### Equipo ideal
| Portero          | Defensas                                                   | Centrocampistas                                          | Delanteros                       |
| ---------------- | ---------------------------------------------------------- | -------------------------------------------------------- | -------------------------------- |
| Peter Schmeichel | Jocelyn Angloma Laurent Blanc Jürgen Kohler Andreas Brehme | Brian Laudrup Stefan Effenberg Thomas Häßler Ruud Gullit | Dennis Bergkamp Marco van Basten |

## Símbolos

### Balón

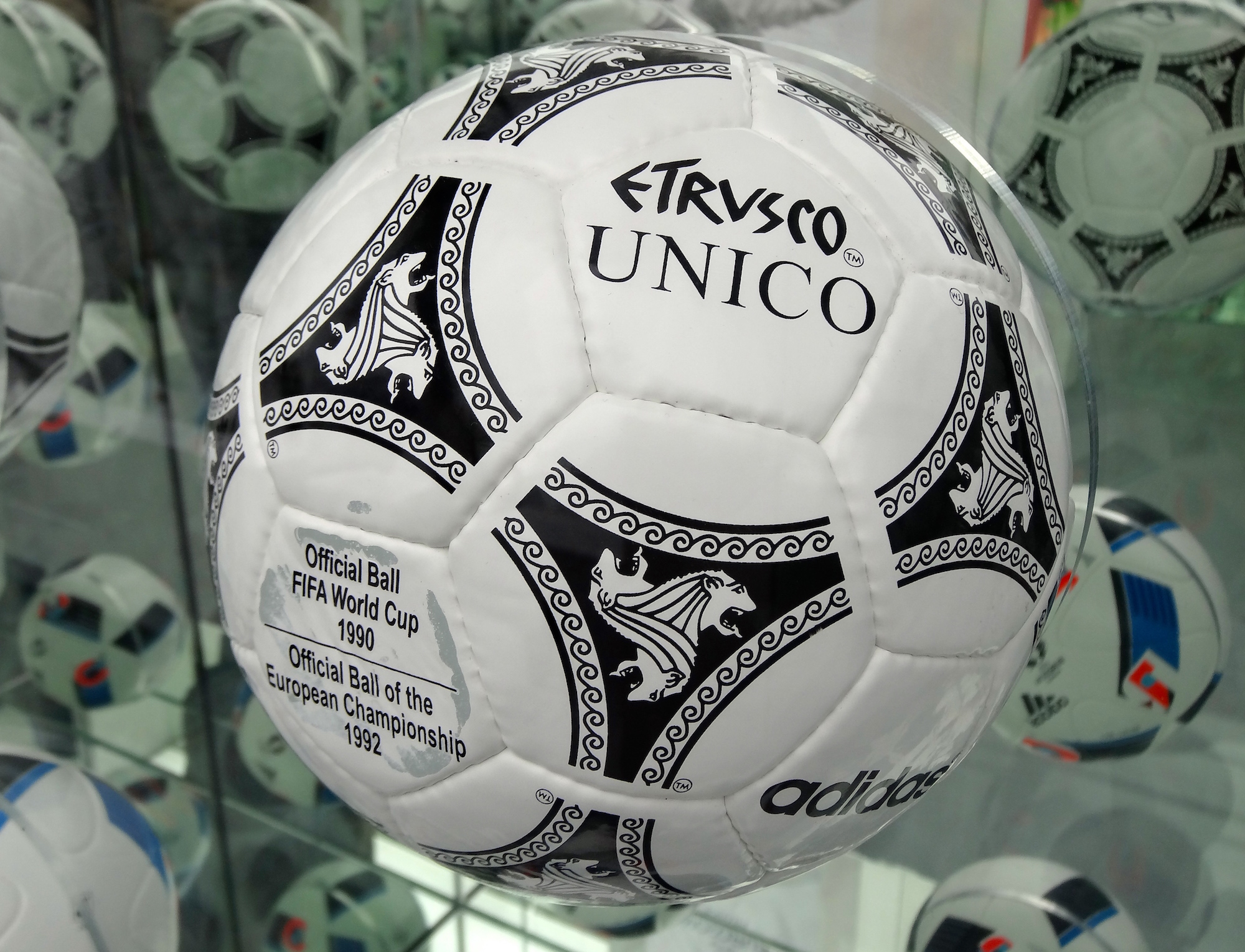
Detalle del Adidas Etrusco.

La marca alemana Adidas fabricó el balón oficial del torneo, el Adidas Etrusco Unico, que también había sido utilizado en la Copa Mundial de 1990. Este balón de competición incluía por primera vez una capa interna de espuma negra de poliuretano, de tal forma que la impermeabilización era total y la pelota era más ligera y rápida.

### Canción oficial
El himno oficial de la Eurocopa 1992 fue la canción europop «More Than a Game», compuesta por Lasse Holm e interpretada por Towe Jaarnek y Peter Jöback.

### Mascota
La mascota oficial del torneo era «Berni», también conocido como «Rabbit». Se trata de un conejo futbolista que viste la equipación de Suecia, el país organizador. La mascota es prácticamente idéntica a «Berni», el conejo que fue imagen de la Eurocopa 1988, y solo se distinguen por el color del pelaje y por la ropa. El hecho de que fuesen iguales responde también a la estrategia de imagen unificada que la UEFA quiso implementar a partir de la Eurocopa 1984: un logotipo genérico con la inscripción «UEFA» y la bandera del país organizador en la parte superior. A partir de la Eurocopa 1996, la UEFA implementó logotipos y mascotas diferenciadas.